# Alphonse Girard
Pour les articles homonymes, voir Girard.
Alphonse Girard, né le 3 septembre 1806 à Montigny-le-Bretonneux et mort le 24 avril 1872 à Neuilly-sur-Seine, est un architecte français.
Il a reçu le deuxième prix de Rome en 1830.
Il est notamment connu pour avoir conçu la mairie du 2e arrondissement de Paris, en 1848.